# Loi géométrique stable
En théorie des probabilités et en statistique, la loi géométrique stable est un type de loi de probabilité leptokurtique. La loi géométrique stable peut être symétrique ou asymétrique. Cette loi est également appelée loi de Linnik. Les lois de Laplace et de Mittag-Leffler en sont des cas particuliers.
La loi géométrique stable a des applications en finance,,.

## Définition
Pour la plupart des lois géométriques stables, la densité de probabilité et la fonction de répartition n'ont pas d'expression analytique. Cependant, une loi géométrique stable peut être définie par sa fonction caractéristique donnée par la formule :
{\displaystyle \varphi (t;\alpha ,\beta ,\lambda ,\mu )=\left[1+\lambda ^{\alpha }|t|^{\alpha }\omega -{\rm {i}}\mu t\right]^{-1}}
où 
{\displaystyle \omega ={\begin{cases}1-{\rm {i}}\tan \left({\tfrac {\pi \alpha }{2}}\right)\beta \,\operatorname {sign} (t)&{\text{si }}\alpha \neq 1,\\1+{\rm {i}}{\tfrac {2}{\pi }}\beta \log |t|\operatorname {sign} (t)&{\text{si }}\alpha =1.\end{cases}}}
{\displaystyle \alpha \in ]0,2]} est le paramètre de forme, il renseigne sur la longue traine de la loi. Plus {\displaystyle \alpha } est petit, plus la queue est lourde.
{\displaystyle \beta \in [-1,1]} est le paramètre d'asymétrie. 
Si {\displaystyle \beta <0}, la loi est décalée vers la gauche et si {\displaystyle \beta >0}, la loi est décalée vers la droite.
Si {\displaystyle \beta =0}, la loi est symétrique et la fonction caractéristique s'exprime sous la forme : {\displaystyle \varphi (t;\alpha ,0,\lambda ,\mu )=\left[1+\lambda ^{\alpha }|t|^{\alpha }-{\rm {i}}\mu t\right]^{-1}.}
Bien que {\displaystyle \beta } détermine l'asymétrie de la loi, il ne doit pas être confondu avec le coefficient d'asymétrie qui, dans la plupart des cas, n'est pas défini pour une loi géométrique stable.
{\displaystyle \lambda >0} est le paramètre d'échelle et {\displaystyle \mu } est le paramètre de position.
- La loi géométrique stable avec {\displaystyle \mu =0} est également appelée la loi de Linnik[5],[6].
- Une loi géométrique stable complètement décalée, c'est-à-dire avec {\displaystyle \beta =1}, {\displaystyle \alpha <1} et {\displaystyle 0<\mu <1}, est également appelée la loi de Mittag–Leffler[7].
- Lorsque {\displaystyle \alpha =2}, {\displaystyle \beta =0} et {\displaystyle \mu =0} (c'est-à-dire, la loi géométrique stable est symétrique ou {\displaystyle \alpha }=2), la loi est alors la loi de Laplace symétrique[5] de moyenne 0 et dont la densité de probabilité est donnée par : {\displaystyle f(x|0,\lambda )={\frac {1}{2\lambda }}\exp \left(-{\frac {|x|}{\lambda }}\right).}

La loi de Laplace a pour variance {\displaystyle 2\lambda ^{2}}. Cependant pour {\displaystyle \alpha <2}, la variance de la loi géométrique stable est infinie.

## Relation avec la loi stable
La loi géométrique stable a une propriété de stabilité similaire à la loi stable, mais où le nombre d'éléments dans la somme est une variable aléatoire de loi géométrique : si {\displaystyle X_{1},X_{2},\dots } sont des variables indépendantes et identiquement distribuées de loi géométrique stable, alors il existe des coefficients {\displaystyle a_{N_{p}}} et {\displaystyle b_{N_{p}}} tels que la limite de la somme {\displaystyle Y=a_{N_{p}}(X_{1}+X_{2}+\cdots +X_{N_{p}})+b_{N_{p}}} lorsque p tend vers l'infini est une variable aléatoire de même loi que celle des Xi et où Xp est une variable aléatoire de loi géométrique de paramètre p :
{\displaystyle \mathbb {P} (N_{p}=n)=(1-p)^{n-1}\,p\,.}
La loi est dite strictement géométrique stable s'il existe a tel que la somme {\displaystyle Y=a(X_{1}+X_{2}+\cdots +X_{N_{p}})} a même loi que la loi des Xi.
Il existe également une relation entre la fonction caractéristique de la loi stable et celle de la loi géométrique stable. La fonction caractéristique de la loi stable est :
{\displaystyle \Phi (t;\alpha ,\beta ,\lambda ,\mu )=\exp \left[~{\rm {i}}t\mu \!-\!|\lambda t|^{\alpha }\,(1\!-\!{\rm {i}}\beta \operatorname {sign} (t)\Omega )\right],}
où {\displaystyle \Omega ={\begin{cases}\tan {\tfrac {\pi \alpha }{2}}&{\text{si }}\alpha \neq 1,\\-{\tfrac {2}{\pi }}\log |t|&{\text{si }}\alpha =1.\end{cases}}}
La fonction caractéristique de la loi géométrique stable peut être exprimée par :
{\displaystyle \varphi (t;\alpha ,\beta ,\lambda ,\mu )=[1-\log(\Phi (t;\alpha ,\beta ,\lambda ,\mu ))]^{-1}.}